# Miantochora inaequilinea
Miantochora inaequilinea är en fjärilsart som beskrevs av W. Warren 1895. Miantochora inaequilinea ingår i släktet Miantochora och familjen mätare. Inga underarter finns listade i Catalogue of Life.